# ケンタルモン
ケンタルモンはデジタルモンスターシリーズに登場する架空の生命体・デジタルモンスターの一種。

## 概要
Ver.3から登場。名前の由来は半人半獣の幻獣ケンタウロスだが得物は弓矢ではなく、腕と一体化したエネルギー砲である。頭は金属の兜になっており、前面のT字型の穴から赤い瞳が1つだけ覗いている。

## 種族としてのケンタルモン
上半身は人型だが下半身は馬である獣人型デジモン。背中のダクトから気体を高圧で噴射することで短時間だが音速に近いトップスピードが出せる。また、体の内部から浮き出ている硬質部分は高い強度を誇り、右腕には武器であるキャノン砲が備えられているなど、攻・防・速に優れたデジモンである。

### 基本データ
- 世代/成熟期
- タイプ/獣人型
- 属性/データ
- 必殺技/ハンティングキャノン
- 得意技/ヒートアッパー、ジェットギャロップ
- 勢力/ネイチャースピリッツ

必殺技は右腕のキャノン砲からエネルギー弾を発射する『ハンティングキャノン』。この技を回避することは難しいが、ケンタルモン自身のエネルギーの消耗も激しい。

### 亜種・関連種・その他
サジタリモン
ブイモンのアーマー体の一つだが、ケンタルモンから通常進化することがある。
アサルトモン
ケンタルモン族の特殊部隊。

## 登場人物としてのケンタルモン

### ゲーム
- デジモンワールド

### アニメ
- デジモンアドベンチャー - 第10話に登場。レオモンとは旧知の仲。黒い歯車に操られた状態でダイノ古代境の遺跡に出現。迷い込んできたミミとテントモンを襲うが、光子郎の活躍により合流した二人と二体のデジモンと戦う。遺跡の外に二人と二体を吹き飛ばし彼らを追って外に出たところにカブテリモンとトゲモンの攻撃を受け、正気に戻った。終盤ではゲンナイと行動を共にし、炎の壁を調べていた。
- デジモンアドベンチャー02 - アメリカの選ばれし子供であるマリアのパートナーデジモンとして登場。
- デジモンフロンティア - 大群で登場。サジタリモンを頭にして山賊行為をしていた。
- デジモンクロスウォーズ - 第2期『悪のデスジェネラルと七つの王国』にてキャニオンランドのデスジェネラルであるグラビモンの雑兵として複数体が登場。

### 漫画
- デジモンアドベンチャーVテイマー01 - ホーリーエンジェル城から育ったデジモンの一匹。グレイモン・メラモンと共に行動していた。
- デジモンクロスウォーズ - レインゾーンでの戦いの後に経緯は不明ながらクロスハートに加わったデジモンの1体として第11話から登場し、第1話冒頭の主人公である工藤タイキの夢の中にも登場している。